# Clover (Wisconsin)
Clover – miasto w Stanach Zjednoczonych, w stanie Wisconsin, w hrabstwie Bayfield.